# Dunajczyce
Dunajczyce (biał. Дунайчыцы; ros. Дунайчицы) – wieś na Białorusi, w rejonie kleckim obwodu mińskiego, około 7 km na południe od Klecka.
Wieś magnacka położona była w końcu XVIII wieku w powiecie nowogródzkim województwa nowogródzkiego.

## Historia

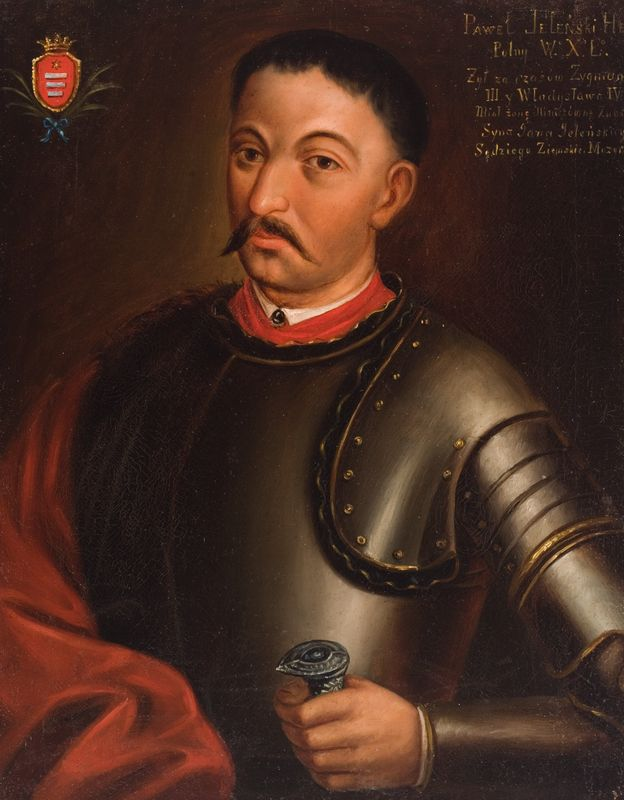
Paweł Jeleński prawdopodobnie nabył Dunajczyce w latach 30. XVII wieku

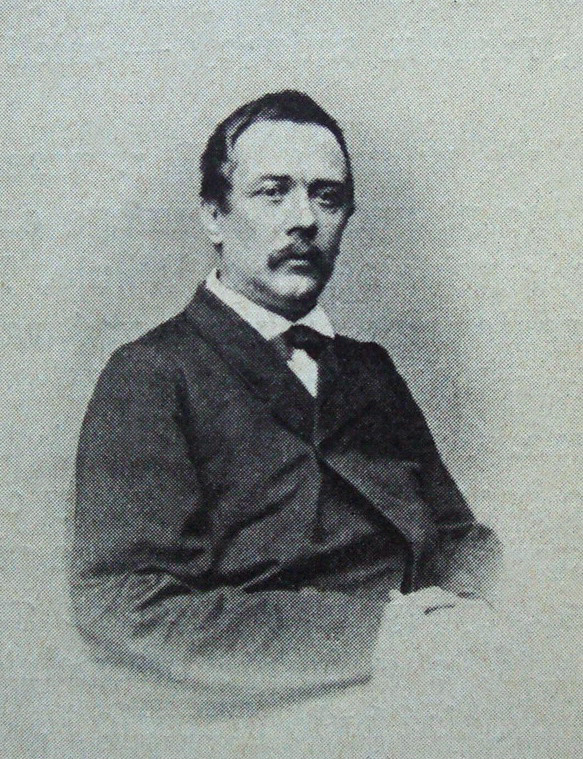
Antoni Jeleński, jeden z przywódców powstania styczniowego utracił majątek

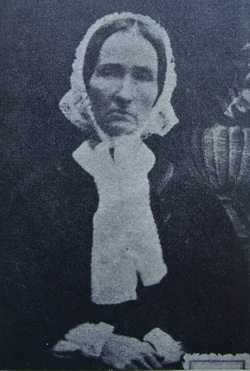
Sabina Jeleńska z Dybowskich odkupiła ponownie majątek

Pierwsza znana dziś wzmianka o Dunajczycach pochodzi z XIV wieku. Według tradycji rodzinnej od tego czasu do 1939 roku majątkiem tym władała rodzina Jeleńskich herbu Korczak odmienny, jednak prawdopodobnie to Paweł Jeleński kupił go w latach 30. XVII wieku albo Gedeon Jeleński nabył go w 1751 roku. Jedynie po powstaniu styczniowym dobra te przez kilkanaście lat nie należały do tej rodziny: zostały skonfiskowane przez władze carskie w ramach represji za udział Antoniego Jeleńskiego (1818–1874) w powstaniu: Antoni Jeleński był skarbnikiem Rządu Narodowego w czasie powstania. Po kilkunastu latach jego żona Sabina z Dybowskich (1820–1912) odkupiła majątek na publicznej licytacji i przekazała go synowi Edwardowi (1858–1920). Po Edwardzie majątek dziedziczył jego brat Witold (1882–1920). Ostatnimi dziedziczkami Dunajczyc były jego córki: Zofia (1913–1996) i Halina (1915–1985), która mieszkała tu do 1939 roku.
Po II rozbiorze Polski w 1793 roku Dunajczyce, wcześniej należące do województwa nowogródzkiego Rzeczypospolitej, znalazły się na terenie powiatu słuckiego (ujezdu) guberni mińskiej Imperium Rosyjskiego. 
Po ustabilizowaniu się granicy polsko-radzieckiej w 1921 roku Dunajczyce wróciły do Polski, należały do gminy Siniawka w powiecie nieświeskim województwa nowogródzkiego (majątek był tuż przy granicy państwowej, jego część znalazła się w ZSRR), od 1945 roku – w ZSRR, od 1991 roku – na terenie Republiki Białorusi.
W 1760 roku wybudowano we wsi drewnianą kaplicę, która zachowała się do lat 60. XX wieku. Do II wojny światowej stał w centrum wsi kościół wzniesiony w 1707 roku, przerobiony na cerkiew w 1865 roku. Do 1939 roku cerkiew była siedzibą prawosławnej parafii pod wezwaniem Opieki Matki Boskiej.

## Dawny dwór
Prawdopodobnie około 1780 roku Gedeon Jeleński, konsyliarz Rady Nieustającej, ostatni kasztelan nowogródzki wybudował tu parterowy dwór, składający się z ośmiu izb. Edward Jeleński pod koniec XIX wieku rozbudował dwór, dobudowując do obu jego szczytów po dwa pokoje i kuchnię. Dom był kryty wysokim, gładkim, gontowym czterospadowym dachem. Od strony podjazdu miał portyk, którego trójkątny szczyt z półkolistym okienkiem był wsparty czterema doryckimi kolumnami. Przed domem rozciągał się kolisty gazon z klombem kwiatowym, częściowo zadrzewiony. Za domem przed wyjściem z dużego owalnego salonu był taras. Dalej – park o powierzchni około 8 ha
Dwór istniał do II wojny światowej. Do dziś zachowały się częściowo zrujnowane 3 budynki gorzelni, parę oficyn i resztki parku.
Majątek w Dunajczycach jest opisany w 2. tomie Dziejów rezydencji na dawnych kresach Rzeczypospolitej Romana Aftanazego.